# إلغويبار
بلدية إلغويبار (بالإسبانية: Elgóibar) هي بلدية تقع في مقاطعة غيبوثكوا التابعة لمنطقة إقليم الباسك شمال إسبانيا.

## الديموغرافيا
بلغ عدد سكان بلدية إلغويبار 11.360 نسمة عام 2011 (وفقاً للمعهد الوطني للإحصاء الإسباني).
| 10.989 | 10.750 | 10.614 | 10.538 | 10.893 | 11.220 | 11.360 |

## أعلام
- زوهيتز جوروتكسج
- جوسيبا إتشبيريا
- خوان كروز سول
- ماركيل بيرغارا
- أرنالدو أوتيغي